# Rhinoderma
Rhinoderma är ett släkte av groddjur. Rhinoderma ingår enligt Catalogue of Life i familjen Cycloramphidae. Amphibian Species of the World förespråkar en annan taxonomi och listar Rhinoderma tillsammans med släktet Insuetophrynus i familjen Rhinodermatidae.
Arter:
- Darwins groda (Rhinoderma darwinii)
- Rhinoderma rufum

Arterna lever i tempererade skogar i Chile och västra Argentina. Liksom hos flera andra groddjur har hanar under parningstiden höga läten för att locka en hona till sig. Honan lägger sina ägg. Hanen befruktar äggen och bevakar de efteråt cirka 20 dagar tills grodynglen kläcks. Sedan tar hanen grodynglen i sin mun. Hos Rhinoderma rufum flyttas de till vattnet där resten av utvecklingen äger rum. Hanar av Darwins groda förvarar ynglen i ett säckformigt organ vid luftstrupen (samma organ som framkallar höga läten). Ungarna är efter 50 dagar mogna för ett liv i naturen men de är fortfarande små. Embryona utvecklas direkt till grodor och det finns ingen form med svans.